# Goumois (Saignelégier)
Goumois (toponimo francese) è una frazione di 83 abitanti del comune svizzero di Saignelégier, nel Canton Giura (distretto delle Franches-Montagnes).

## Storia

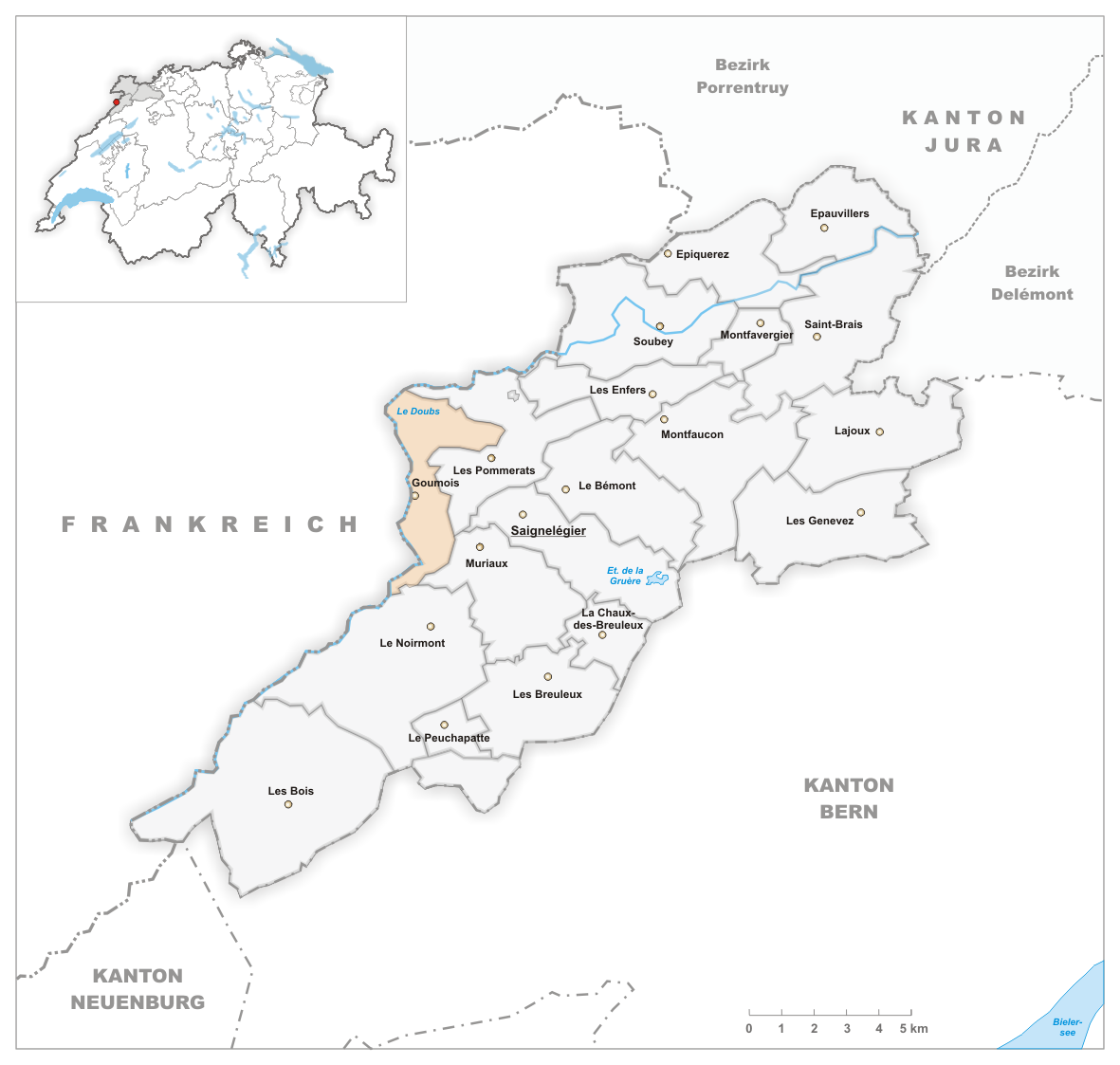
Il territorio del comune di Goumois prima degli accorpamenti comunali del 2009

Già comune autonomo che si estendeva per 8,54 km² e che comprendeva anche le frazioni di Belfond e Vautenaivre, il 1º gennaio 2009 è stato accorpato a Saignelégier assieme all'altro comune soppresso di Les Pommerats.

## Società

### Evoluzione demografica
L'evoluzione demografica è riportata nella seguente tabella:
Abitanti censiti

## Amministrazione
Ogni famiglia originaria del luogo fa parte del cosiddetto comune patriziale e ha la responsabilità della manutenzione di ogni bene ricadente all'interno dei confini del comune.